# 이윤성 (배우)
이윤성(1973년 8월 4일 ~ )은 대한민국의 배우이다.

## 생애
1983년 MBC 문화방송 드라마에서 특채 연기자 데뷔하였고 1991년 연극배우 데뷔하였으며 1993년 영화 《아담이 눈 뜰 때》의 주연으로 영화배우 데뷔하였고 이듬해 1994년 SBS 서울방송에 재특채되어 SBS 드라마에도 첫 출연하였다.

### 일화

#### 김국진과 이혼
2002년 10월 이윤성은 개그맨 김국진과 결혼했지만 결혼 1년 6개월여만인 2004년 3월 15일 이혼하였다.

#### 김국진의 아이 유산
2003년 4월 이윤성은 김국진의 아이를 임신하였으나, 임신 5주만에 유산하였다.

#### 홍지호와의 재혼
이윤성은 전 남편인 김국진과의 이혼 1년여만인 2005년 2월 11년 연상의 치과의사 홍지호와 재혼을 하였다.

## 출연작

### 드라마
- 1986년 MBC 대하드라마 《임진왜란》
- 1991년 KBS2 어린이 드라마 《사랑의 학교》
- 1993년 SBS 청춘 드라마 《열정시대》
- 1995년 SBS 드라마스페셜 《신비의 거울속으로》
- 1995년 SBS 주간시트콤 《LA아리랑》 ... 경기도 수원 출생으로 미국 하와이주 호놀룰루 교민 출신의 디자이너 초년생 베스 베이(배상숙) 역(목소리 출연)
- 1996년 SBS 아침드라마 《때로는 타인처럼》
- 1997년 SBS 드라마스페셜 《모델》
- 1997년 SBS 월화드라마 《여자》
- 1997년 MBC 일일시트콤 《남자 셋 여자 셋》 ... 이제니의 사촌언니 이윤성 역
- 1999년 MBC 수목드라마 《청춘》
- 1999년 MBC 수목드라마 《안녕 내 사랑》 ... 박소영 역
- 2000년 MBC 월요시트콤 《세 친구》 ... 윤다훈을 옥죄는 24세 불끈녀 이윤성 역으로 카메오 단역
- 2002년 MBC 월화시트콤 《연인들》 ... 이윤성 역
- 2002년 KBS2 일요아침드라마 《언제나 두근두근》 ... 한승연 역 (중도하차)
- 2003년 SBS 대하드라마 《야인시대》 ... 애기보살(난이) 역
- 2003년 KBS2 단막극 《드라마시티 - 결혼 할까요?》 ... 정희 역
- 2004년 SBS 드라마스페셜 《요조숙녀》 ... 명혜진 역
- 2004년 KBS2 수목드라마 《4월의 키스》 ... 심순영 역
- 2014년 KBS2 연작 시리즈 《KBS 드라마 스페셜 - 헤어쇼》 ... 고아라 역
- 2023년 KBS1 일일드라마 《금이야 옥이야》 ... 동규선 역

### 연극
- 《명동 프락치》(1991년)
- 《백치 아다다》(1994년) ... 학실(아다다) 역(주인공)
- 《덕혜옹주》(1998년) ... 덕혜옹주 이덕혜[4] 역(주인공)

### 영화
- 1993년 《아담이 눈뜰 때》 ... 현재 역
- 1998년 《조용한 가족》 ... 강미수 역
- 2000년 《하면 된다》 ... 친척 가족 역(특별출연)
- 2001년 《다찌마와 리》
- 2002년 《마법의 성》 ... 하림 역
- 2002년 《보스 상륙 작전》 ... 장미 역(특별출연)

### 라디오 프로그램
- 2015년 EBS FM 《EBS 책 읽는 라디오 낭독 시리즈》

### 텔레비전 예능 프로그램
- 1998년, 1999년, 2000년 KBS 《가족오락관》
- 2014년 TV조선 《사랑은 춤을 타고》
- 2014년 ~ 2015년 tvN 《아이에게 권력을》
- 2016년 채널A 《아내가 뿔났다》
- 2016년 EBS 《아빠들의 귀환》

## 광고
- 1997년 빙그레 쥬시네모

## 가족 관계
- 남편 : 홍지호 (1962년 ~ ) - 치과의사, 방송인
  - 아들 : 홍진원 (1993년 ~ , 미국 유학 중) ※의붓아들
  - 장녀 : 홍주현 (2000년 ~ ) ※의붓딸
  - 차녀 : 홍세라 (2005년 ~ )
  - 삼녀 : 홍세빈 (2007년 ~ )

## 같이 보기
- 김국진
- 홍지호
- 송창의 (연출가)